# Типпетт, Фил
Фил Типпетт (англ. Phil Tippett) (род. 27 сентября 1951) — американский кинорежиссёр, кинопродюсер и руководитель визуальных эффектов, который специализируется на дизайне существ, а также на покадровой и компьютерной анимации персонажей. За свою карьеру Типпетт работал в ILM и DreamWorks, а в 1984 году, основал собственную компанию, Tippett Studio. 
Его работы появлялись в таких фильмах, как оригинальная трилогия «Звёздных войн», «Парк юрского периода» и «Робокоп». В 2021 году, Типпетт выпустил свой долгоразрабатываемый полнометражный мультфильм «Безумный Бог», который финансировался через Kickstarter и распространялся стриминговым сервисом, Shudder.
Фил Типпетт был номинирован на «Оскар» пять раз, в категории «Лучшие визуальные эффекты» за фильмы: «Победитель дракона», «Уиллоу», «Парк юрского периода», «Сердце дракона» и «Звёздный десант», и выиграл один за «Парк юрского периода». Он также получил специальный «Оскар» «За особые достижения» за «Возвращение джедая».

## Ранняя жизнь
Фил Типпетт родился 27 сентября 1951 года, в городе Беркли, Калифорния. Когда ему было семь лет, он увидел классический фильм со спецэффектами Рэя Харрихаузена, «Седьмое путешествие Синдбада», который и  определил направление его жизни. После получения степени бакалавра искусств в Калифорнийском университете в Ирвайне, Типпетт пошёл работать на анимационную студию Cascade Pictures в Лос-Анджелесе.

## Заметки
1. ↑  Позже названные как «Звёздные войны. Эпизод VI: Возвращение джедая»